# Konklávé (film, 2024)
A Konklávé (eredeti cím: Conclave) 2024-es brit–amerikai  filmthriller, amelyet Edward Berger rendezett és Peter Straughan írt, Robert Harris 2016-os azonos című regénye alapján. A főbb szerepekben Ralph Fiennes, Stanley Tucci, John Lithgow, Sergio Castellitto és Isabella Rossellini látható.
A film világpremierje 2024. augusztus 30-án volt az 51. Telluride Filmfesztiválon. Az amerikai mozikban 2024. október 25-én mutatták be, Magyarországon pedig október 31-én jelent meg a Fórum Hungary forgalmazásában. Általánosságban pozitív véleményeket kapott a kritikusoktól; különösen az alakításokat és az operatőri munkát dicsérték, és világszerte több mint 114 millió dolláros bevételt ért el.

## Cselekmény
A pápa halála után a bíborosok konklávéra gyűltek össze, hogy egy évszázados hagyománynak megfelelően megválasszák a katolikus egyház új fejét. Köztük van Lawrence bíboros, aki a bíborosi kar dékánjaként vezeti a konklávét, és közben megpróbálja megfejteni az elhunyt pápa utolsó napjainak eltitkolt történéseit. Ezekben a napokban Agnes nővér felügyeli a háztartást végző apácákat.
A bíborosok között barátság és rivalizálás van, mindegyikük a saját pozícióját akarja biztosítani. Lawrence bíboros megpróbál semleges maradni az erősen rituális választásokon, de hamar feladja ezt az álláspontját, amikor tudomást szerez néhány jelölt helytelen viselkedéséről és manipulációjáról. Egy összeesküvés középpontjában találja magát, ezért megkönnyebbülten veszi tudomásul, hogy hamarosan áthelyezik a Szentszéktől messzire. Eközben a világ várja, hogy a Sixtus-kápolna kéményéből fehér füst szálljon fel, és bejelentsék az új pápát.
Lawrence titokban azt szeretné, ha a liberálisabb Bellini bíboros, a korábbi pápa régi szövetségese lenne az utódja. Az őskonzervatív olasz jelöltet, Tedesco bíborost azonban kritikusan szemléli, mert szerinte évtizedekkel visszavetheti az egyházat. A többi jelöltről is rossz a véleménye. A nigériai Adeyemi bíboros lenne a történelem első afrikai pápája, de társadalmi nézetei majdnem olyan ijesztőek, mint Tedescoé. A québeci Tremblay bíboros egy hataloméhes ember. Lawrence számára minden bonyolultabbá válik, amikor megérkezik a számára ismeretlen Benitez bíboros, akit az előző pápa titokban nevezett ki bíborossá (cardinale in pectore), és Bagdadba, később Kabulba telepítette. A vatikáni törvények szerint a mexikói születésű bíborosnak joga van részt venni a konklávén.
Támadások történnek a városban és szerte Európában ezekben a napokban. Terroristák autóbombákat helyeznek el a közeli téren, öngyilkos merénylők robbantják fel magukat, füstoszlopok emelkednek a magasba. Bár a bíborosok igyekeznek kizárni a külső világot, az ablakokon keresztül mégis látják.

## Szereplők
| Szerep                   | Színész             | Magyar hang     |
| ------------------------ | ------------------- | --------------- |
| Thomas Lawrence bíboros  | Ralph Fiennes       | Rátóti Zoltán   |
| Aldo Bellini bíboros     | Stanley Tucci       | Csankó Zoltán   |
| Joseph Tremblay bíboros  | John Lithgow        | Ujréti László   |
| Goffredo Tedesco bíboros | Sergio Castellitto  | Schnell Ádám    |
| Agnes nővér              | Isabella Rossellini | Kovács Nóra     |
| Joshua Adeyemi bíboros   | Lucian Msamati      | Bognár Tamás    |
| Vincent Benitez bíboros  | Carlos Diehz        | Crespo Rodrigo  |
| Lombardi                 | Brían F. O’Byrne    | Hirtling István |
| Sabbadin bíboros         | Merab Ninidze       | Holl Nándor     |
| Mandorff                 | Thomas Loibl        | Mikula Sándor   |
| Janusz Woźniak érsek     | Jacek Koman         | Pálfai Péter    |
| Villanueva bíboros       | Loris Loddi         | N/A             |

Magyar változat
- Főcím: Egressy G. Tamás
- Magyar szöveg: Zalatnay Márta
- Hangmérnök és vágó: Szabó Miklós
- Gyártásvezető: Boskó Andrea
- Szinkronrendező: Kosztola Tibor
- Produkciós vezető: Jávor Barbara

A szinkront a Dub 4 Stúdió készítette.

## A film készítése
2022 májusában jelentették be, hogy Ralph Fiennes, John Lithgow, Stanley Tucci és Isabella Rossellini lesznek a film főszereplői, a rendező Edward Berger.
2023 januárjában további szereplőket jelentettek be és elkezdődött a forgatás Rómában. 
A forgatás a Cinecittà-ban is zajlott. 
2023 márciusában fejeződött be a forgatás.
A díszlettervezők nagy gondot fordítottak a Sixtus-kápolna másolására, bár a Domus Sanctae Marthae esetében némi művészi szabadságot vettek igénybe. A drámai feszültség fokozása érdekében börtönszerűvé tették a díszletet, mert úgy érezték, hogy a valódi változat meglehetősen unalmas. A jelmeztervezők a kutatás részeként ellátogattak a Gammarelli, a Tirelli Costumi és több római múzeumba. A bíborosok piros ruhájához Lisy Christl jelmeztervező a 17. századi bíborosi miseruhákban használt árnyalatot választotta a maiak helyett, mivel úgy vélte, hogy az „sokkal szebb és sokkal könnyebb a szemünknek”.
A forgatókönyv írása közben Straughan elmondta, hogy találkozott egy bíborossal, hogy megbeszéljék a konklávé logisztikáját. Magánvezetésen is részt vett a Vatikánban, és elmondta, hogy ott nem érzett ellenségeskedést, és úgy érezte, hogy a Vatikán nyitott volt vele szemben.

## Díjak és jelölések
| Díj                                      | Időpont              | Kategória                               | Átvevő(k)                                                                                           | Eredmény | Forr.           |         |
| ---------------------------------------- | -------------------- | --------------------------------------- | --------------------------------------------------------------------------------------------------- | -------- | --------------- | ------- |
| San Sebastián-i Nemzetközi Filmfesztivál | 2024. szeptember 28. | Arany kagyló                            | Konklávé                                                                                            | Jelölve  | [ 12 ]          |         |
| Mill Valley Filmfesztivál                | 2024. október 16.    | A közönség összesített kedvence         | Konklávé                                                                                            | Elnyerte | [ 13 ]          |         |
| San Diego Nemzetközi Filmfesztivál       | 2024. október 20.    | Legjobb gálafilm                        | Konklávé                                                                                            | Elnyerte | [ 14 ]          |         |
| Hollywood Music in Media Awards          | 2024. november 20.   | Legjobb eredeti betétdal – játékfilm    | Volker Bertelmann                                                                                   | Jelölve  | [ 15 ]          |         |
| Camerimage                               | 2024. november 23.   | Arany Béka a legjobb operatőri munkáért | Stéphane Fontaine                                                                                   | Jelölve  | [ 16 ]          |         |
| Európai Filmfesztivál                    | 2024. december 7.    | Legjobb színész                         | Ralph Fiennes                                                                                       | Jelölve  | [ 17 ]          |         |
| Santa Barbara Nemzetközi Filmfesztivál   | 2025. február 15.    | Az év kiváló előadója díj               | Ralph Fiennes                                                                                       | Elnyerte | [ 18 ]          |         |
| 82. Golden Globe-gála                    | 2025. 01. 05.        | Legjobb filmdráma                       | Konklávé                                                                                            | Jelölve  | [ * 1 ] [ * 2 ] |         |
| 82. Golden Globe-gála                    | 2025. 01. 05.        | Legjobb férfi főszereplő – dráma        | Ralph Fiennes                                                                                       | Jelölve  | [ * 1 ] [ * 2 ] |         |
| 82. Golden Globe-gála                    | 2025. 01. 05.        | Legjobb női mellékszereplő              | Isabella Rossellini                                                                                 | Jelölve  | [ * 1 ] [ * 2 ] |         |
| 82. Golden Globe-gála                    | 2025. 01. 05.        | Legjobb rendező                         | Edward Berger                                                                                       | Jelölve  | [ * 1 ] [ * 2 ] |         |
| 82. Golden Globe-gála                    | 2025. 01. 05.        | Legjobb forgatókönyvíró                 | Peter Straughan                                                                                     | Elnyerte | [ * 1 ] [ * 2 ] |         |
| 82. Golden Globe-gála                    | 2025. 01. 05.        | Legjobb filmzene                        | Volker Bertelmann                                                                                   | Jelölve  | [ * 1 ] [ * 2 ] |         |
| Satellite Award                          | 2025. 01. 26.        | Legjobb film – dráma                    | Konklávé                                                                                            | Jelölve  | [ * 1 ] [ * 2 ] | [ * 3 ] |
| Satellite Award                          | 2025. 01. 26.        | Legjobb rendező                         | Edward Berger                                                                                       | Jelölve  |                 | [ * 3 ] |
| Satellite Award                          | 2025. 01. 26.        | Legjobb színész – dráma                 | Ralph Fiennes                                                                                       | Jelölve  |                 | [ * 3 ] |
| Satellite Award                          | 2025. 01. 26.        | Legjobb női mellékszereplő              | Isabella Rossellini                                                                                 | Jelölve  |                 | [ * 3 ] |
| Satellite Award                          | 2025. 01. 26.        | Legjobb adaptált forgatókönyv           | Peter Straughan és Robert Harris                                                                    | Jelölve  |                 | [ * 3 ] |
| Satellite Award                          | 2025. 01. 26.        | Legjobb vágás                           | Nick Emerson                                                                                        | Jelölve  |                 | [ * 3 ] |
| Satellite Award                          | 2025. 01. 26.        | Legjobb látványtervezés                 | Suzie Davies és Cynthia Sleiter                                                                     | Jelölve  |                 | [ * 3 ] |
| Satellite Award                          | 2025. 01. 26.        | Legjobb eredeti filmzene                | Volker Bertelmann                                                                                   | Jelölve  |                 | [ * 3 ] |
| Critics' Choice Movie Award              | 2025. 02. 12.        | Legjobb film                            | Konklávé                                                                                            | Jelölve  | [ * 4 ]         | [ * 3 ] |
| Critics' Choice Movie Award              | 2025. 02. 12.        | Legjobb rendező                         | Edward Berger                                                                                       | Jelölve  | [ * 4 ]         | [ * 3 ] |
| Critics' Choice Movie Award              | 2025. 02. 12.        | Legjobb színész                         | Ralph Fiennes                                                                                       | Jelölve  | [ * 4 ]         |         |
| Critics' Choice Movie Award              | 2025. 02. 12.        | Legjobb mellékszereplő színésznő        | Isabella Rossellini                                                                                 | Jelölve  | [ * 4 ]         |         |
| Critics' Choice Movie Award              | 2025. 02. 12.        | Legjobb frogatókönyv                    | Peter Straughan                                                                                     | Elnyerte | [ * 4 ]         |         |
| Critics' Choice Movie Award              | 2025. 02. 12.        | Legjobb operatőr                        | Stéphane Fontaine                                                                                   | Jelölve  | [ * 4 ]         |         |
| Critics' Choice Movie Award              | 2025. 02. 12.        | Legjobb vágó                            | Nick Emerson                                                                                        | Jelölve  | [ * 4 ]         |         |
| Critics' Choice Movie Award              | 2025. 02. 12.        | Legjobb látványtervező                  | Suzie Davies és Cynthia Sleiter                                                                     | Jelölve  | [ * 4 ]         |         |
| Critics' Choice Movie Award              | 2025. 02. 12.        | Legjobb filmzene                        | Volker Bertelmann                                                                                   | Jelölve  | [ * 4 ]         |         |
| Critics' Choice Movie Award              | 2025. 02. 12.        | Legjobb jelmeztervező                   | Lisy Christl                                                                                        | Jelölve  |                 |         |
| Critics' Choice Movie Award              | 2025. 02. 12.        | Legjobb szereplőgárda                   | Konklávé                                                                                            | Elnyerte |                 |         |
| 78. BAFTA-gála                           | 2025. 02. 16.        | Legjobb film                            | Tessa Ross, Juliette Howell és Michael Jackman                                                      | Elnyerte | [ * 5 ]         |         |
| 78. BAFTA-gála                           | 2025. 02. 16.        | Legjobb brit film                       | Tessa Ross, Edward Berger, Juliette Howell, Michael Jackman és Peter Straughan                      | Elnyerte | [ * 5 ]         |         |
| 78. BAFTA-gála                           | 2025. 02. 16.        | Legjobb rendező                         | Edward Berger                                                                                       | Jelölve  | [ * 5 ]         |         |
| 78. BAFTA-gála                           | 2025. 02. 16.        | Legjobb adaptált forgatókönyv           | Peter Straughan                                                                                     | Elnyerte | [ * 5 ]         |         |
| 78. BAFTA-gála                           | 2025. 02. 16.        | Legjobb szereposztás                    | Martin Ware és Nina Gold                                                                            | Jelölve  | [ * 5 ]         |         |
| 78. BAFTA-gála                           | 2025. 02. 16.        | Legjobb operatőr                        | Stéphane Fontaine                                                                                   | Jelölve  | [ * 5 ]         |         |
| 78. BAFTA-gála                           | 2025. 02. 16.        | Legjobb vágás                           | Nick Emerson                                                                                        | Elnyerte | [ * 5 ]         |         |
| 78. BAFTA-gála                           | 2025. 02. 16.        | Legjobb férfi főszereplő                | Ralph Fiennes                                                                                       | Jelölve  | [ * 5 ]         |         |
| 78. BAFTA-gála                           | 2025. 02. 16.        | Legjobb női mellékszereplő              | Isabella Rossellini                                                                                 | Jelölve  | [ * 5 ]         |         |
| 78. BAFTA-gála                           | 2025. 02. 16.        | Legjobb filmzene                        | Volker Bertelmann                                                                                   | Jelölve  | [ * 5 ]         |         |
| 78. BAFTA-gála                           | 2025. 02. 16.        | Legjobb díszlet                         | Suzie Davis és Cynthia Sleiter                                                                      | Jelölve  | [ * 5 ]         |         |
| 78. BAFTA-gála                           | 2025. 02. 16.        | Legjobb jelmeztervezés                  | Lisy Christl                                                                                        | Jelölve  | [ * 5 ]         |         |
| 31. SAG-gála                             | 2025. 02. 23.        | Legjobb férfi főszereplő (mozifilm)     | Ralph Fiennes                                                                                       | Jelölve  | [ * 6 ]         |         |
| 31. SAG-gála                             | 2025. 02. 23.        | Legjobb szereplőgárda                   | Sergio Castellitto, Ralph Fiennes, John Lithgow, Lucian Msamati, Isabella Rossellini, Stanley Tucci | Elnyerte | [ * 6 ]         |         |
| 97. Oscar-gála                           | 2025. 03. 02.        | Legjobb film                            | Tessa Ross, Juliette Howell és Michael Jackman                                                      | Jelölve  | [ * 7 ]         |         |
| 97. Oscar-gála                           | 2025. 03. 02.        | Legjobb férfi főszereplő                | Ralph Fiennes                                                                                       | Jelölve  | [ * 7 ]         |         |
| 97. Oscar-gála                           | 2025. 03. 02.        | Legjobb női mellékszereplő              | Isabella Rossellini                                                                                 | Jelölve  | [ * 7 ]         |         |
| 97. Oscar-gála                           | 2025. 03. 02.        | Legjobb adaptált forgatókönyv           | Peter Straughan                                                                                     | Elnyerte | [ * 7 ]         |         |
| 97. Oscar-gála                           | 2025. 03. 02.        | Legjobb eredeti filmzene                | Volker Bertelmann                                                                                   | Jelölve  | [ * 7 ]         |         |
| 97. Oscar-gála                           | 2025. 03. 02.        | Legjobb látványtervezés                 | Suzie Davis és Cynthia Sleiter                                                                      | Jelölve  | [ * 7 ]         |         |
| 97. Oscar-gála                           | 2025. 03. 02.        | Legjobb jelmeztervező                   | Lisy Christl                                                                                        | Jelölve  | [ * 7 ]         |         |
| 97. Oscar-gála                           | 2025. 03. 02.        | Legjobb vágás                           | Nick Emerson                                                                                        | Jelölve  | [ * 7 ]         |         |